# Якобе, Иоганн
Иоганн Александр Готфрид Якобе (нем. Johann Jacobé; 1733, Вена, Австрийская империя — 1797, Вена, Австрийская империя) — австрийский живописец и гравёр. Портретист. Мастер репродукционной гравюры в технике меццо-тинто.

## Биография

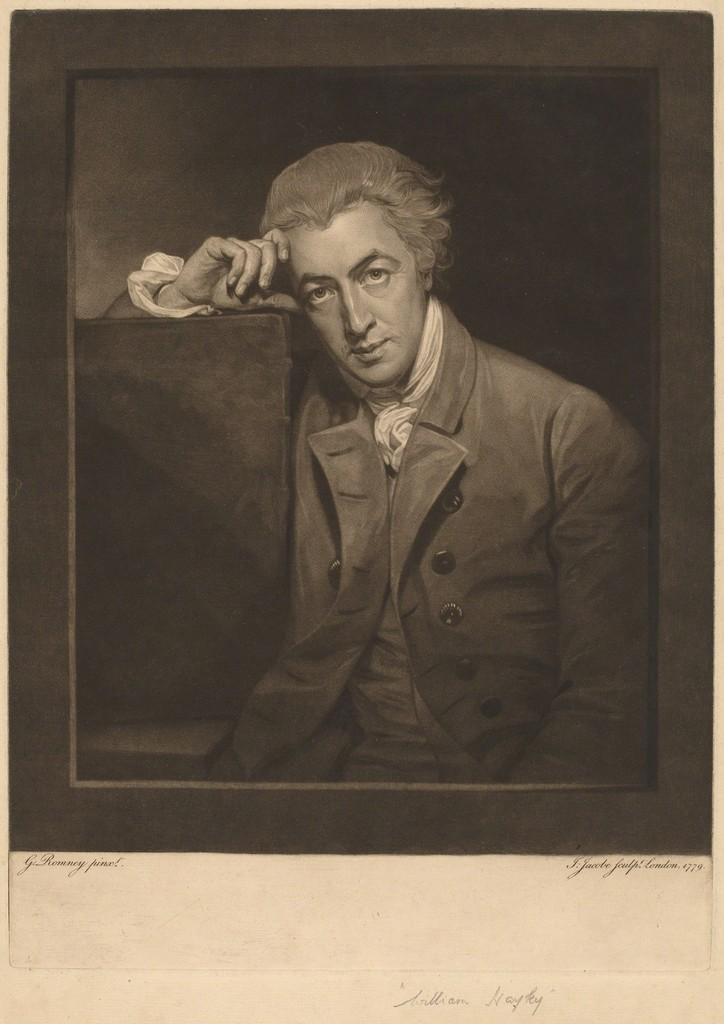
Портрет У. Хейли. По живописному оригиналу Дж. Ромни

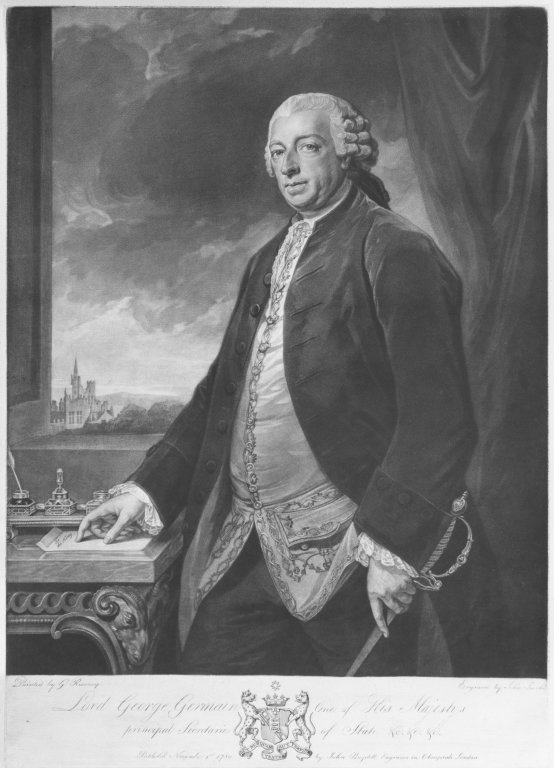
Портрет лорда Джермена. По живописному оригиналу Дж. Ромни. 1780

Вначале Иоганн Якобе обучался живописи под руководством Мартина ван Майтенса, позднее в 1768 году учился гравировать у Якоба Маттиаса Шмутцера в Венской Академии. В Англии он познакомился с гравёрами Ричардом Ирломом и Уильямом Петером, которые оказали на него значительное влияние, что заставило И. Якобе продолжить специализироваться в технике меццо-тинто, необычайно популярной в Англии. Вернувшись на родину, он внёс значительные улучшения в этот вид искусства.
Впоследствии Якобе был имперским советником и членом Венской академии изобразительных искусств.
Особенно прославился Иоганн Якобе в области репродукционной гравюры, в которой техника меццо-тинто была востребована более других. Среди его известных гравюр: «Самсон» по оригиналу Рембрандта, две охотничьи сцены по картинам Франческо Казановы, портреты лорда Джермена по оригиналам Д. Ромни и мисс Монктон по оригиналу Д. Рейнольдса, а также серия портретов венских художников с рисунков Ф. Квадаля (изданная под заглавием «Wiener Akademie»). Произведения Иоганна Якобе в отношении тона и мягкости исполнения, не уступают лучшим из английских гравюр в технике меццо-тинто.